# Rage (Adventure Island)
Pour les articles homonymes, voir Rage.
Rage sont des montagnes russes de type Euro-Fighter construites par Gerstlauer du parc Adventure Island, situé à Southend-on-Sea dans le comté d'Essex, en Angleterre, au Royaume-Uni. C'est le premier Euro-Fighter d'Angleterre, et le premier modèle Euro-Fighter Model 320+ au monde. Cette attraction a été l'un des plus gros investissements de l'histoire du parc.

## Parcours
Le parcours commence par un lift hill vertical d'une hauteur de 22 mètres suivi d'une descente inclinée à 97 degrés qui mène dans un looping vertical. Il y a ensuite deux autres inversions: un Immelmann et une heartline roll.

## Trains
Speed utilise trois wagons individuels. Chaque wagon a deux rangs de quatre places, pour un total de huit passagers par wagon. Ils utilisent les anses de sécurité standards des Euro-Fighter.

## Galerie

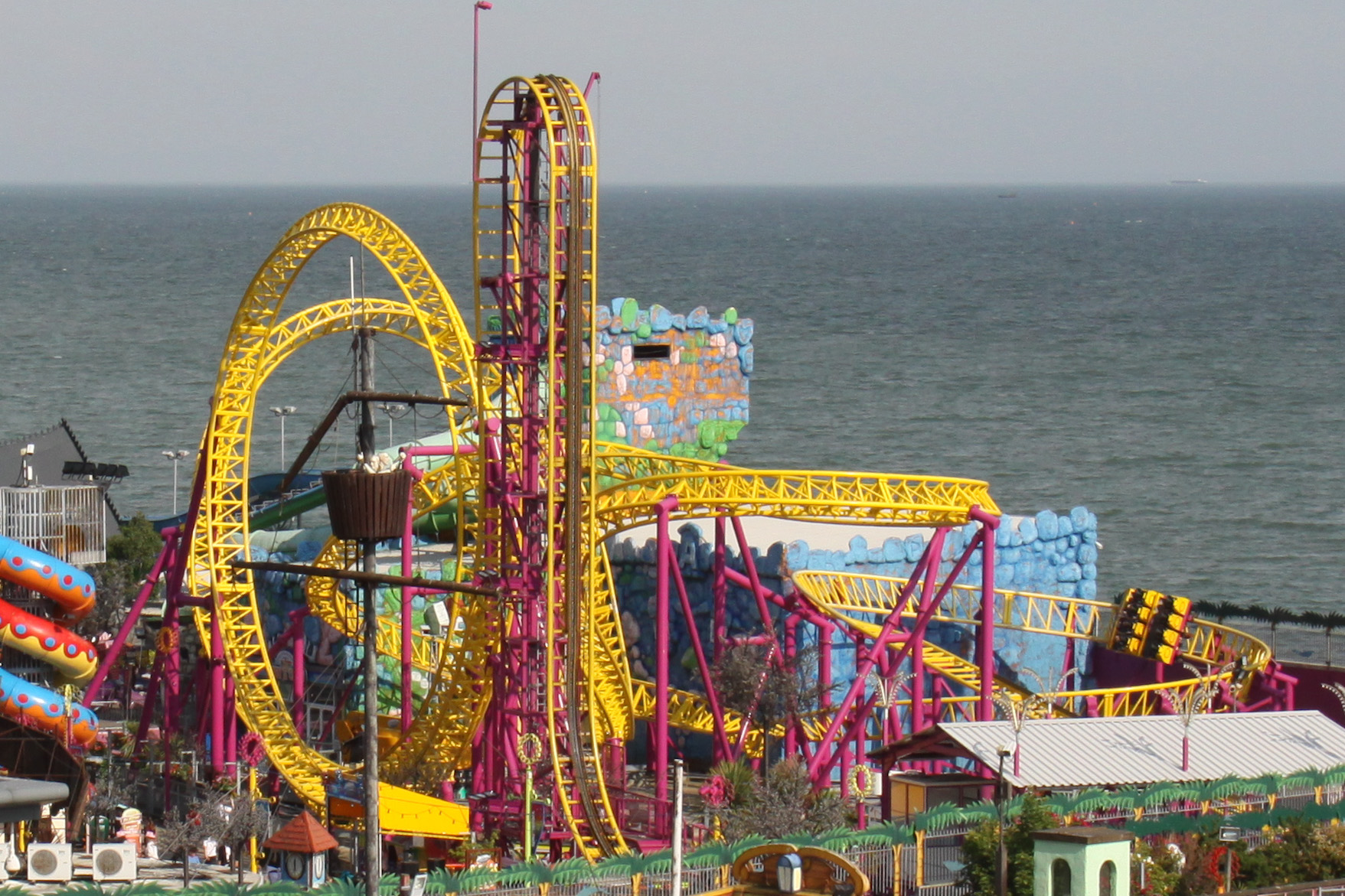
Vue de Rage avec la mer du Nord.
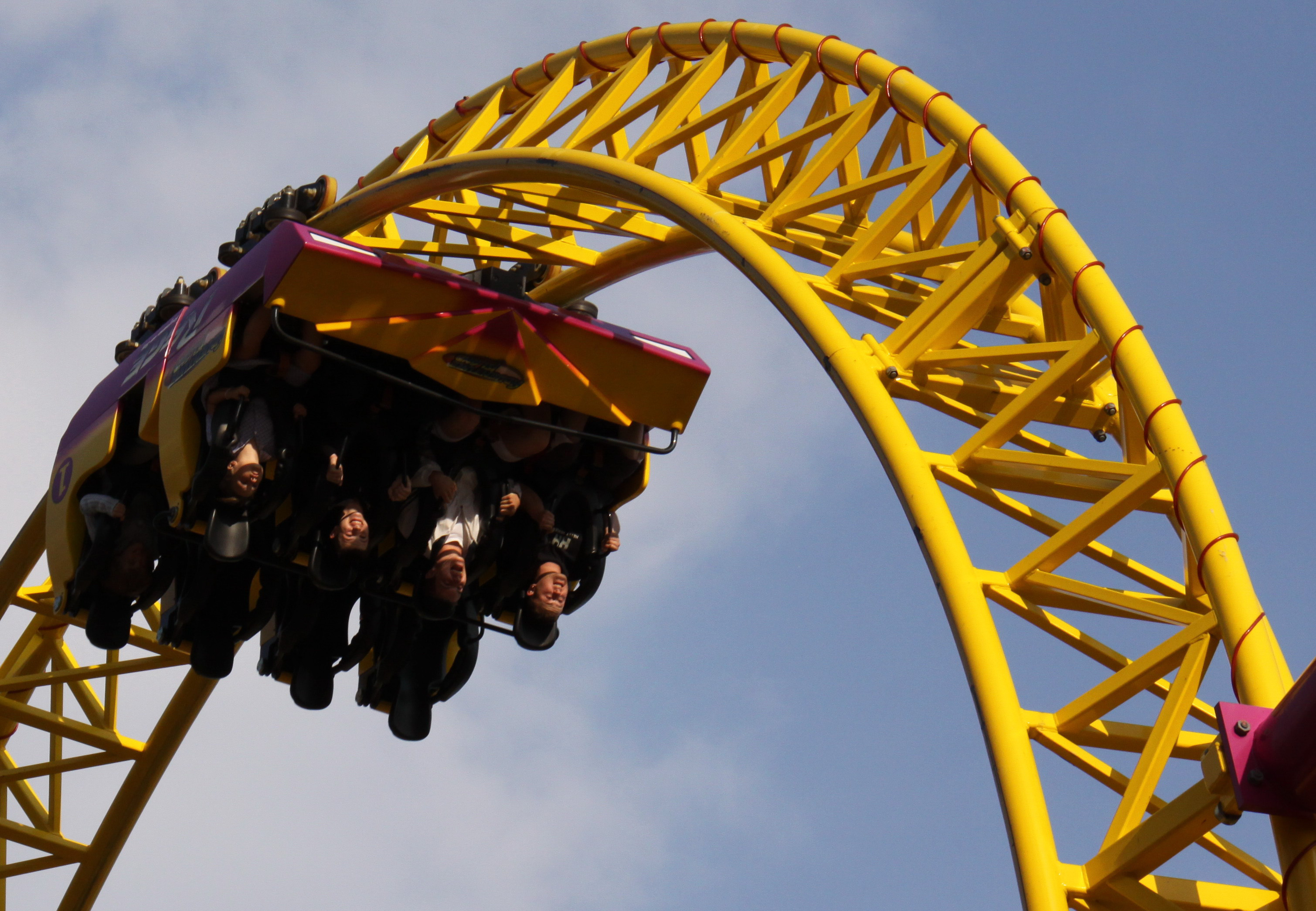
Un wagon dans le looping.